# Звуковой кинематограф

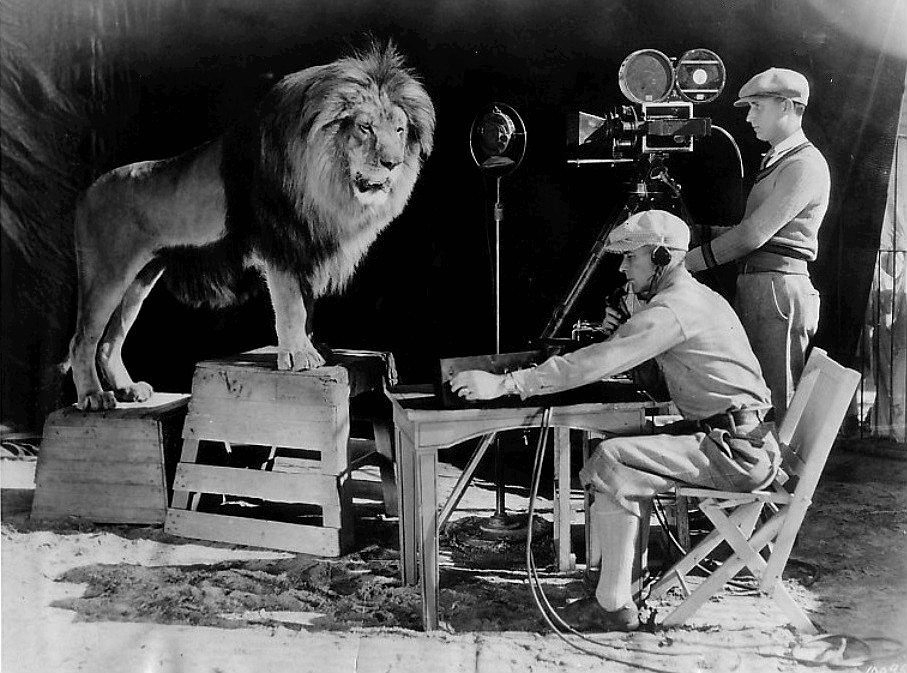
Звуковая синхронная съёмка рычащего льва Джеки для заставки
кинокомпании MGM. 1928 год

Звуково́й кинемато́граф, звуково́е кино́ — разновидность кинематографа, в которой, в отличие от «немого», изображение сопровождается записанным звуком (речью, музыкой, шумами и звуковыми эффектами). Первый известный публичный показ звукового фильма состоялся в Париже в 1900 году, но коммерческий успех к звуковому кино пришёл лишь через три десятилетия. Главными проблемами реализации технологии оставались ненадёжная синхронизация раздельных носителей изображения и звука, а также пониженная громкость и неудовлетворительная разборчивость фонограмм ранних звуковых фильмов. Подавляющее большинство выпускающихся в настоящее время кинофильмов — звуковые.

## Историческая справка

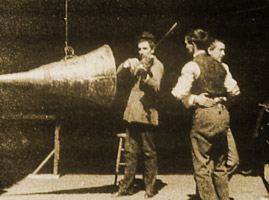
Кадр из «Экспериментального звукового фильма», снятого Уильямом Диксоном в 1894 или 1895 году для кинетоскопа

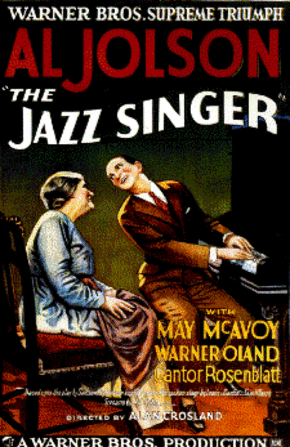
«Певец джаза» (1927) — первый в истории полнометражный звуковой фильм

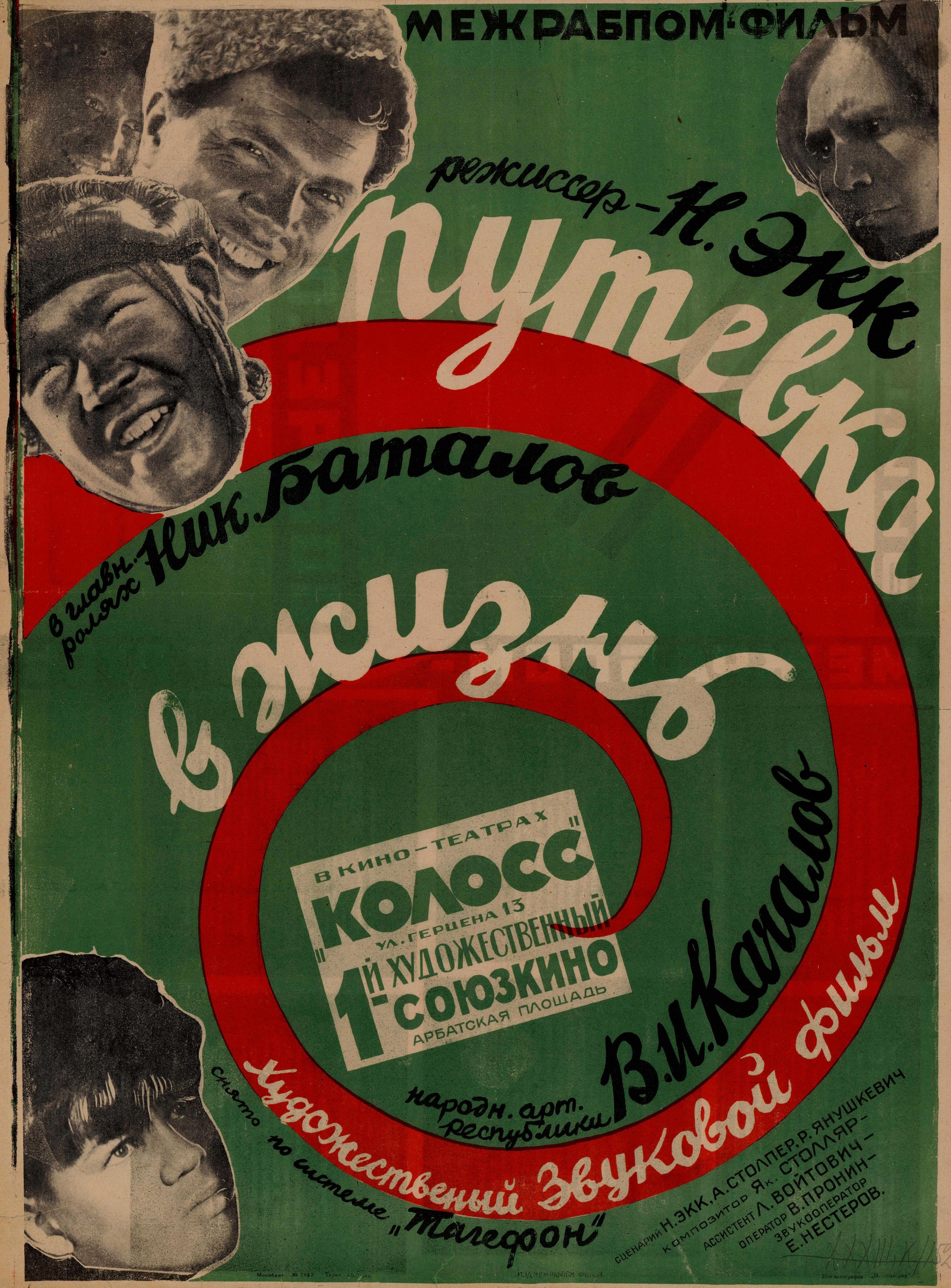
«Путёвка в жизнь» (1931) — первый звуковой художественный фильм в СССР

В момент появления кинематографа уже существовала технология звукозаписи, такая как фонограф. Первые попытки объединить её с киноаппаратом были предприняты уже в 1894 году Томасом Эдисоном, создавшим кинетофонограф. Его помощнику Уильяму Диксону принадлежит авторство первого звукового киноролика с приветствием: «Здравствуйте, мистер Эдисон. Я счастлив видеть вас. Надеюсь, вы довольны этим кинетофонографом». Трудности синхронизации раздельных устройств кинетофонографа были настолько велики, а качество звука настолько низким, что изобретение так и осталось техническим курьёзом. Аналогичный принцип использовал Леон Гомон, синхронизировавший аппарат Люмьера с фонографом в 1900 году. Однако, из-за несовершенства синхронизации, отдельный носитель звука оставался малопригодным для звукового кино ещё несколько десятилетий.
Большинство кинопроизводителей изначально скептически относились к идее звука в кинематографе, опасаясь утраты универсальности киноязыка и интернациональной аудитории. Американские кинопродюсеры предрекали прекращение экспорта кинокартин с приходом звука, способное резко снизить доходы Голливуда. Многие воспринимали попытки озвучить фильм, как бессмысленный аттракцион: одним из активных противников звука в кинематографе был Чарли Чаплин. В 1928 году советские кинематографисты Всеволод Пудовкин, Сергей Эйзенштейн и Григорий Александров выступили со «Звуковой заявкой», предостерегая от злоупотребления звуком:
Первый период сенсаций  не повредит развитию нового искусства, но страшен период второй, который наступит вместе с увяданием девственности и чистоты первого восприятия новых фактурных возможностей, а взамен этого утвердит эпоху автоматического использования его для «высококультурных драм» и прочих «сфотографированных» представлений театрального порядка. Так использованный звук будет уничтожать культуру монтажа.
Литературовед и киносценарист Виктор Шкловский высказывался в том же ключе: «Говорящее кино почти так же мало нужно, как поющая книга». Однако, растущая популярность радиовещания негативно отразилась на посещаемости кинотеатров, и кинопродюсеры вплотную столкнулись с необходимостью внедрения звукозаписи.
Проблемы синхронизации удалось решить, совместив изображение и фонограмму на общем носителе — киноплёнке. Первым этот принцип реализовал в своей системе «Прожектофон» венгерский инженер Дениз Михали в 1916 году. Пригодной для массового использования совмещённая с изображением оптическая дорожка стала в 1922 году в немецкой технологии «Триэргон». Через год публичная демонстрация фильма с такой же фонограммой на дополнительной синхронизированной киноплёнке организована в кинотеатре «Палас» в Копенгагене датчанами Акселем Петерсеном и Арнольдом Поульсеном. Но как и прежде, качество звука оставляло желать лучшего и технология не получила распространения в профессиональном кинематографе. Некоторые исследователи (например, француз Де Пино и американец Миллер) пытались записывать звук граммофонным методом непосредственно на киноплёнке. Желание привлечь аудиторию любым способом привело к появлению в начале XX века разновидности киношоу, которое называлось «кинодекламацией»: актёры озвучивали самих себя прямо в кинозале. Разъезжая вместе с картиной, как театральная труппа, исполнители ролей из-за экрана громко произносили свои реплики синхронно с изображением.
Первым в истории полнометражным фильмом с синхронной речевой фонограммой считается музыкальный фильм «Певец джаза», созданный в 1927 году по технологии «Вайтафон» (англ. Vitaphone) со звуком на грампластинке. Большая часть этой ленты представляла собой музыкальные номера, снятые средним и общим планом, не требующими точной синхронизации, а вместо диалогов в ней использованы интертитры. Первой произнесённой фразой в картине стала синхронная реплика главного героя — «Подождите, подождите минутку! Вы ещё ничего не слышали!» — ставшая символом наступления эры звукового кино. Однако, большинство звуковых фильмов тех лет представляли собой классические немые картины с записанным музыкальным сопровождением и привычными титрами вместо реплик. Они годились для проката в существующей сети немых кинотеатров, позволяя получить дополнительные доходы, изредка устраивая звуковые сеансы в доработанных залах. Полноценная речевая фонограмма появилась только в следующей картине, снятой по системе «Вайтафон» — «Поющий дуралей». В Европе звук в кино впервые появился в немецком документальном фильме «Мелодия мира», вышедшем на экраны в 1929 году. В том же году снят первый игровой фильм со звуком — «Мелодия сердца» («Melodie des Herzens», режиссёр Х. Шварц). Произнесённая Вилли Фричем фраза «Я коплю деньги на лошадь» («Ich spare nämlich auf ein Pferd») считается первой в истории немецкого кинематографа репликой, прозвучавшей из уст актёра. Фильмы с синхронной речевой фонограммой получили название «говорящих» (англ. Talkies, нем. Sprechende, фр. Parlants), в отличие от картин с несинхронным музыкально-шумовым оформлением, которые называли просто «звуковыми».
С появлением конкурентоспособных систем с оптической фонограммой: «Мувитон» и «Фотофон» с хорошим качеством звука, система «Вайтафон» ушла в прошлое. В СССР работы по созданию собственных систем звукового кино начаты 26 ноября 1926 года. Наиболее впечатляющие успехи в этой области достигнуты инженерами Александром Шориным, Павлом Тагером и Вадимом Охотниковым. Первый звуковой кинозал был открыт 5 октября 1929 года на Невском проспекте в Ленинграде. В аппаратной были установлены немые кинопроекторы «ТОМП-4», дополнительно оборудованные звукочитающей системой «прямого» чтения. Репертуар кинотеатра состоял из экспериментальных фильмов с музыкальными номерами, звук которых записывался по системе Шорина на оптическую дорожку переменной ширины. В 1930 году закончена работа над первыми полнометражными звуковыми документальными фильмами «План великих работ» и «Симфония Донбасса», снятыми режиссёрами Абрамом Роомом и Дзигой Вертовым по той же системе. Год спустя создана первая художественная кинокартина «Путёвка в жизнь» со звуком, записанным по системе «Тагефон». К 1934 году произошёл полный переход советского кинопроизводства к звуковому кино.

## Эволюция технологии
Первым методом записи звука в профессиональном кинематографе стал так называемый «граммофонный», когда звук сохранялся на грампластинке, синхронизированной с кинопроектором. Кроме «Уорнер Бразерс» подобные технологии разрабатывали Pathé и Gaumont («Гомон Хронофон», 1901 и «Хрономегафон», 1910). Однако, доступная на тот момент максимальная продолжительность записи на одной пластинке не превышала 2—3 минуты, чего было недостаточно даже для одной части фильмокопии, длившейся на экране 15 минут при стандартной в то время частоте проекции 16 кадров в секунду. Кроме того, звук был слишком тихим для кинозалов, несмотря на все ухищрения. Проблемы были решены в системе «Вайтафон» за счёт новейшей технологии электрофона и снижения скорости диска большого диаметра, но из-за трудностей синхронизации от пластинок в звуковом кино в конце концов отказались.

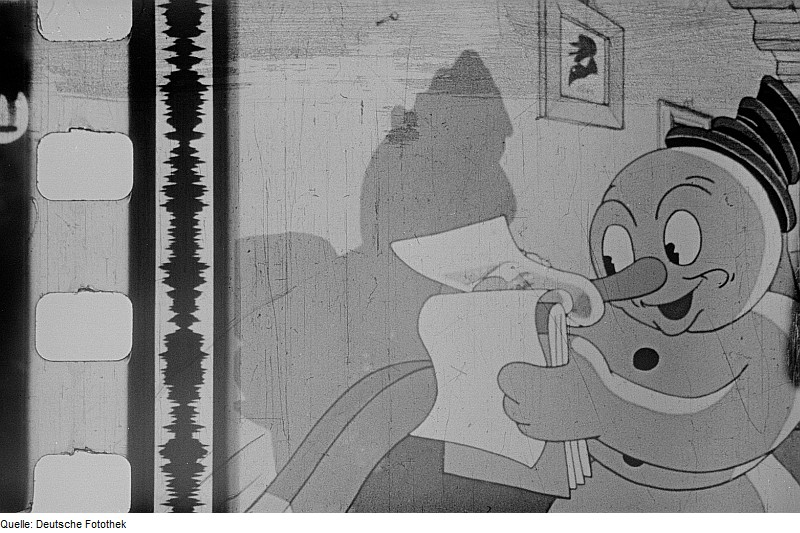
Оптическая фонограмма на киноплёнке

Технологический прорыв произошёл после появления конкурентоспособных систем оптического способа звукозаписи когда совмещённая фонограмма наносится на киноплёнку фотографическим способом. Этот принцип звукового кино впервые практически реализован в немецкой системе «Триэргон» и её американском аналоге «Фонофильм Фореста» в первой половине 1920-х годов. Однако, приемлемого качества звучания оптической фонограммы удалось добиться только в более поздних системах «Мувитон» и «Фотофон RCA», а также в аналогичных советских разработках Тагера и Шорина. Принцип оптической звукозаписи на киноплёнку не потерял своей актуальности до сегодняшнего дня, благодаря лёгкости и точности синхронизации звука во время кинопоказа.
15 марта 1932 года Американская академия киноискусства утвердила «академический» формат звукового кинематографа, ставший международным стандартом. Благодаря этому звуковые фильмы стало возможно смотреть практически в любом кинотеатре мира. Теперь главной проблемой стало переоснащение киносети: по разным данным стоимость одного комплекта звуковоспроизводящего оборудования вместе с установкой в начале 1930-х годов составляла от 10 до 20 тысяч долларов США, что по тем временам было огромными деньгами даже для кинопрокатчиков. В результате, стоимость билетов на звуковые картины возросла, чтобы покрыть расходы на техническое перевооружение.
В 1940 году был разработан новый стандарт «Фантасаунд» (англ. Fantasound) оптической звукозаписи, давший возможность впервые воспроизвести в кино стереофонический трёхканальный звук. Многодорожечная фонограмма записывалась на отдельную киноплёнку, которую воспроизводил фильмфонограф, синхронизированный с кинопроектором. Метод был сразу же использован в полнометражном мультфильме «Фантазия» студии Уолта Диснея, но не получил распространения из-за сложности и огромной стоимости звуковоспроизводящего оборудования. Стереофонический и многоканальный звук получил полноценное развитие позднее, в результате обострения конкуренции кинематографа с бурно развивающимся телевещанием. Дополнительную роль сыграло широкое распространение магнитной звукозаписи в конце 1940-х годов. В это же время первичную синхронную фонограмму начали записывать не на киноплёнку, а на 35-мм перфорированную магнитную ленту.
После монтажа и сведе́ния магнитная фонограмма переводилась в оптическую дорожку, пригодную для печати совмещённых фильмокопий. В 1952 году звуковое кино получило новое качество в системе панорамного кино «Синерама»: семиканальный звук записывался на отдельную магнитную ленту, синхронизированную с тремя кинопроекторами. Пять заэкранных громкоговорителей обеспечивали следование звука за изображением его источника на экране, а ещё два канала использовались для «звукового окружения». Менее, чем через год разработана широкоэкранная киносистема «Синемаскоп» с четырёхканальной магнитной совмещённой фонограммой. На подложку киноплёнки с готовой фильмокопией наносились четыре дорожки магнитного лака, служившие носителем высококачественного звука. В 1955 году эта технология достигла своего совершенства в первом широком формате Todd AO: шесть независимых звуковых каналов записывались на магнитных дорожках 70-мм киноплёнки.
Появление стереофонической музыки и специальных звуковых эффектов резко усилило зрелищность кинематографа. Магнитная фонограмма такого типа стала стандартной в широкоформатном кино, а также в ранних фильмокопиях стандарта «Синемаскоп» и его советского аналога «Широкий экран», однако впоследствии дорожки оказались недолговечны и неудобны в эксплуатации. Широкоэкранные фильмокопии стали печатать с классической оптической фонограммой, а многоканальный звук остался только в широком формате, до которого при необходимости «увеличивали» анаморфированный негатив. В конце 1980-х годов лаборатория Dolby разработала двухдорожечную стереофоническую оптическую фонограмму Dolby SR (Spectral Recording).
Современные фильмокопии снабжаются цифровыми оптическими фонограммами стандартов SDDS или Dolby Digital. Одновременно с ними размещается аналоговая фонограмма Dolby SR, которая служит резервной при сбое цифровой. Часть фильмов выпускается с фонограммой DTS на отдельном компакт-диске, для синхронизации которой в пространство между аналоговой фонограммой и изображением впечатывается временно́й код. В широкоформатном кино этот же тип фонограммы заменил устаревшую магнитную.

## Влияние звука на эстетику кинематографа
Появление звука в кино привело к разрушению устоявшихся представлений об эстетике и художественных принципах киноискусства. Несовершенство технологии синхронной съёмки первых десятилетий привело к преобладанию длинных диалоговых монтажных планов, немыслимых в позднем немом кинематографе. Низкая чувствительность первых микрофонов сковывала перемещение актёров по съёмочной площадке, лишая сцену подвижности. От динамичного монтажа приходилось отказываться из-за риска рассинхронизации. Громоздкость синхронных кинокамер и звукозаписывающего оборудования заставляли избегать натурных съёмок, если в сценах звучала синхронная речь. Всё это заставило изобретать новые технологии, такие как рирпроекция, позволяющие имитировать натурную съёмку в павильонах киностудий.
Вместе с тем, художественные акценты сместились от выразительности изображения к содержанию речевой фонограммы. Визуальная стилистика звуковых фильмов первых двух десятилетий резко деградировала и стала напоминать театральные постановки. Если в немом кинематографе кинооператоры могли выбирать кадр, не вмешиваясь в ход мизансцены, то при синхронной съёмке аппаратами, вес которых достиг 100 килограммов, действие стали строить как в театре, с разворотом на неподвижную камеру. На какое-то время произошёл возврат к композиции «портальной арки» первых лет немого кино. Эти перемены не сказались только на документальном кинематографе, большая часть которого продолжала сниматься немым способом с последующим наложением закадрового дикторского комментария и шумовых эффектов из фонотеки. Редкие сцены, снимавшиеся синхронно, не влияли на технологию в целом, и соседствовали с привычным динамичным монтажом. Возврат к полноценной кинематографической изобразительности стал возможен только в начале 1950-х годов после распространения магнитной звукозаписи, упростившей технологию синхронной съёмки. Одновременно с этим многие режиссёры стали отказываться от записи чистовой фонограммы непосредственно на съёмочной площадке в пользу последующего озвучения в тон-студии. Это позволило вновь «освободить» камеру, отказавшись от заглушения шума её механизма.
Приход звука предъявил новые требования к киноактёрам, которые теперь должны были обладать хорошей дикцией и разборчивостью речи. Многие звёзды немого кино оказались не у дел из-за неспособности внятно произносить текст или особенностей голоса. В Голливуде получили распространение актёрские курсы сценической речи, которые были вынуждены посещать даже признанные звёзды немого кино.
В то же время с приходом звука появились жанры кинематографа, невозможные до этого, такие как музыкальные фильмы с обилием синхронного актёрского пения. Появились новые кинопрофессии, одной из главных среди которых считается кинокомпозитор, создающий свои произведения специально для звуковых фильмов. Музыкальный репертуар радиостанций и студий звукозаписи начал пополняться композициями, изначально предназначавшимися для кинофильмов. Популярность песен и музыки из фильмов позволила кинопроизводителям увеличить доходы выпуском саундтрека на отдельном звуковом носителе.
Большинство киностудий организовали собственные оркестры для записи музыкальных фонограмм. Однако число музыкантов, получивших таким образом новую работу, было мизерным по сравнению с количеством тапёров, ставших в одночасье безработными. В отличие от небольших кинозалов, довольствовавшихся единственным пианистом, крупные кинотеатры в эпоху немого кино содержали полноценные оркестры, сопровождавшие показы симфонической музыкой. Занятые в этой индустрии музыканты составляли половину представителей своей профессии в США, оставшись не у дел из-за появления в кино звукозаписи. Настоящим открытием звукового кино стали живые шумы, неслышимые зрителями немых фильмов. Достоверная запись шумовой фонограммы неожиданно оказалась не менее сложной проблемой, чем синхронизация актёрской речи. Обнаружилось, что прямое воспроизведение шумов, сопровождающих снимаемую сцену, даёт невыразительный, и часто неузнаваемый звук. В результате, киноиндустрия пришла к необходимости создания целой отрасли по звукозаписи шумовых эффектов, основы которой заложены голливудским звукооформителем Джеком Фоли (англ. Jack Foley).

## Использование звука

### Асинхрония речи и изображения
Асинхрония — противоречие речевого и визуального компонентов. Детально разрабатывает эту концепцию Жиль Делез в своей работе «Кино». Он посвящает целую главу изучению использования звука, особенно внимательно останавливаясь на создании аудиовизуального в так называемом новом кинематографе образа-времени. Как описывает Делез, у таких режиссёров, как Ален Роб-Грийе и Маргерит Дюрас, звук и изображение становятся автономны, и теперь невозможно рассматривать ни одно из них как имеющее приоритетное значение. Асинхрония не заключается в недублировании, которое разрабатывала советская монтажная школа, и это не в voice off (закадровый голос), потому что за кадром никого не должно быть. Между аудиальным и визуальным появляется зазор, создаются независимые друг от друга образы.
Жиль Делез обнаруживает асинхронию в фильме «Человек, который лжет» (Роба-Грийе) и в трилогии «Песнь об Индии» (Дюрас). Эти кинокартины философ относит к звуковому кино второй стадии. Он приводит собственные рассуждения Маргерит Дюрас о её фильмах, а именно — «Женщины Ганга»: речь — уже не просто закадровый голос, который помогает развитию фильма; она «создает в нём помехи и недоразумения», и фильмов получается как будто два. Делез уверен, что эта декларация — провокационная, так как при асинхронии аудиовизуальный образ не распадается, напротив, становится цельнее из-за более сложной взаимосвязи звука и изображения. Один из случаев — речь и визуальное детерминируют разные пласты времени, которые в кинематографе-времени, по Делезовской теории, неразличимы. В фильме «Песнь об Индии» голоса олицетворяют прошедшее совершенное, потому что герои уже произнесли их и теперь им даже не нужно открывать рот, а видимое действие олицетворяет пласт древности. Здесь, как и в фильме «Женщина Ганга» звук и изображение должны встретиться лишь в «точке бесконечности, перспективами которой они являются». То же самое характерно для других картин Дюрас: «Ее имя Венеция в пустыне Калькутты» и «Грузовик». Речь становится актом фантазирования, а изображение — чем-то археологическим. Делезом не упоминается ещё один пример асинхронии — фильм «Отпечатки пальцев». Асинхрония в нём заключается в том, что зритель видит и слышит совершенно разное — современный город и рассказ о человеке в древности соответственно. Несмотря на это, аудиальное и визуальное сливаются, при этом происходит дестабилизация нарратива: зрителю непонятно кого он слушает — теряется точка опоры во времени и месте.
Асинхрония, представляющая второй этап звукового кино, отходит от простого акусматического использования звука и приближается к явлению акусметра. Оба этих приема описаны Мишелем Шионом в его работе «Аудио-видение: звук на экране». Он определяет акусматический звук как звук, источник которого не виден на экране. Шион выделяет два типа акусматической ситуации: когда источник звука визуализирован в начале, а затем исчезает, или, напротив, когда он появляется лишь в конце. Второй случай чаще всего используется для создания напряжения и мистической обстановки, как в фильме «М» Фрица Ланга, в котором убийца детей не показан вплоть до самого финала, но зритель слышит его голос и свист с самого начала. Акусметром же, по определению Шиона, является акусматический персонаж, который не находится не в кадре, не за кадром. Примеры фильмов, в который встречается акусметр — разобранный Делезом фильм «Песнь Индии» Маргарит Дюрас, «Кривой» Рауля Руиса, «Сага об Анатаане» Штернберга и «Лора» Отто Премингера. Шион характеризует акусметры как всезнающие, при этом отдельно выделяя категорию «парадоксальных акусметров», особенность которых заключается в отсутствии этой суперсилы. Они действуют в таких картинах, как «Песнь Индии» и «Сага об Анатаане». Таким образом, и Жиль Делез, и Мишель Шион исследуют похожие явления, объясняя и трактуя их в рамках своей теории.